# George Axelrod
George Axelrod (New York, 9 juni 1922 – Los Angeles, 21 juni 2003) was een Amerikaans toneelschrijver, scenarist en regisseur.

## Loopbaan
George Axelrod was voornamelijk actief tijdens de jaren 50 en 60. In 1961 werd hij genomineerd voor de Oscar voor zijn bijdrage aan de film Beakfast at Tiffany's van Blake Edwards. Axelrod schreef ook enkele romans en toneelstukken. Zijn bekendste stuk The Seven Year Itch werd in 1955 verfilmd door Billy Wilder. Hij regisseerde zelf bovendien twee films.

## Filmografie (selectie)
- 1954: Phffft
- 1955: The Seven Year Itch
- 1956: Bus Stop
- 1957: Will Success Spoil Rock Hunter?
- 1961: Breakfast at Tiffany's
- 1962: The Manchurian Candidate
- 1964: Goodbye Charlie
- 1966: Lord Love a Duck
- 1968: The Secret Life of an American Wife